# Diocese de Ganda
A Diocese de Ganda (em latim: Diœcesis Gandanam) é uma circunscrição eclesiástica da Igreja Católica localizada em Ganda, pertencente à província eclesiástica da Arquidiocese do Huambo em Angola. Seu atual bispo é Estêvão Binga. Sua Sé provisória é a Sé Catedral de São João Batista.
A diocese abrange 5 municípios e possui 12 paróquias, servidas por 59 padres, abrangendo uma população de 947.826 habitantes, com 66,85% da dessa população jurisdicionada batizada (633.636 católicos), em 2024.

## Território
A diocese compreende os municípios de Chongoroi, Caimbambo, Cubal, Ganda e Chinjenje.

## História
A diocese foi erigida em 1 de agosto de 2024 pelo Papa Francisco, obtendo o território da diocese de Benguela, sendo sufragânea da Arquidiocese do Huambo.

## Prelados
|        | Nome          | Período | Notas  |
| Bispos | Bispos        | Bispos  | Bispos |
| ------ | ------------- | ------- | ------ |
| 1.º    | Estêvão Binga | 2024 -  |        |